# Campaña de Livonia de Esteban Báthory
La campaña de Livonia de Esteban Báthory (también llamada la Guerra Ruso-Polaca) tuvo lugar en la etapa final de la Guerra de Livonia, entre 1577 y 1582. Las fuerzas polaco-lituanas dirigidas por Esteban I Báthory lucharon con éxito contra el ejército del zar ruso Iván IV ("el Terrible") por el ducado de Livonia y Pólotsk. Las fuerzas rusas fueron expulsadas de Livonia antes de que concluyera la campaña con la tregua de Jam Zapolski.

## Antecedentes
En la segunda mitad del siglo XVI, varias potencias, entre ellas Polonia, Lituania y Rusia, se enzarzaron en una lucha por el control de los puertos del sur del mar Báltico (Dominium Maris Baltici). La guerra ruso-lituana de 1558-1570, en la que Polonia ayudó a Lituania (y en 1569 se unió a ella formando la Mancomunidad Polaca-Lituana), terminó sin resultados con una tregua de tres años. La muerte del rey polaco Segismundo II Augusto creó un breve período en el que el zar Iván IV de Rusia contempló participar en la elección real polaca (véase Mancomunidad de Polonia-Lituania-Moscovia), pero finalmente la Mancomunidad eligió a Esteban Báthory de Polonia para su trono, y las hostilidades entre Rusia y la Mancomunidad se reanudaron.

## 1575–1577
En 1575, Iván ordenó otro ataque contra Polonia y logró tomar partes de Livonia (especialmente, Salacgrīva y Pärnu). En 1577 las fuerzas rusas sitiaron Reval (Revel, Tallin) y se concentró un fuerte ejército cerca de Pskov. Al mismo tiempo, las fuerzas polacas se encontraban inmovilizadas en el lado occidental del mar Báltico, haciendo frente a la rebelión de Danzig. En julio, el principal ejército moscovita, compuesto por unos 30 000 hombres, avanzó desde Pskov, y tomó Viļaka, Rēzekne, Daugavpils, Koknese, Gulbene y las zonas circundantes. En otoño se inició una contraofensiva polaca, conocida como la Primera Campaña de Báthory, que logró recuperar parte de los territorios. 

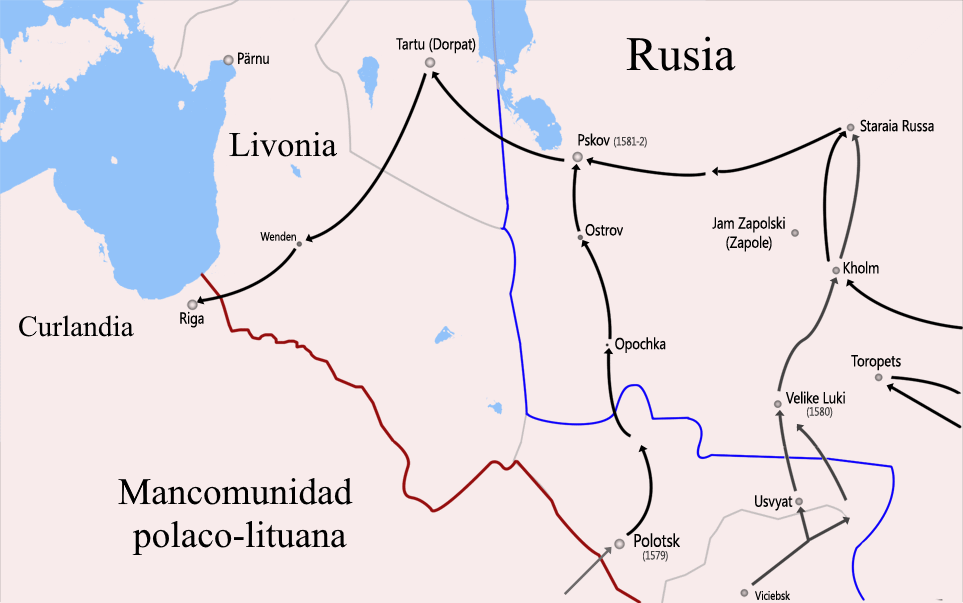
Campañas de Stephen Báthory (1578-1582)

## 1578
Ese año se entablaron negociaciones y se firmó una tregua de tres años, aunque fue rechazada por el rey Báthory, que se preparaba para una contraofensiva de mayor envergadura. Al mismo tiempo, las fuerzas polacas y suecas consiguieron detener el avance de las fuerzas moscovitas en las batallas de Wenden (1577-1578).

## 1579–1580

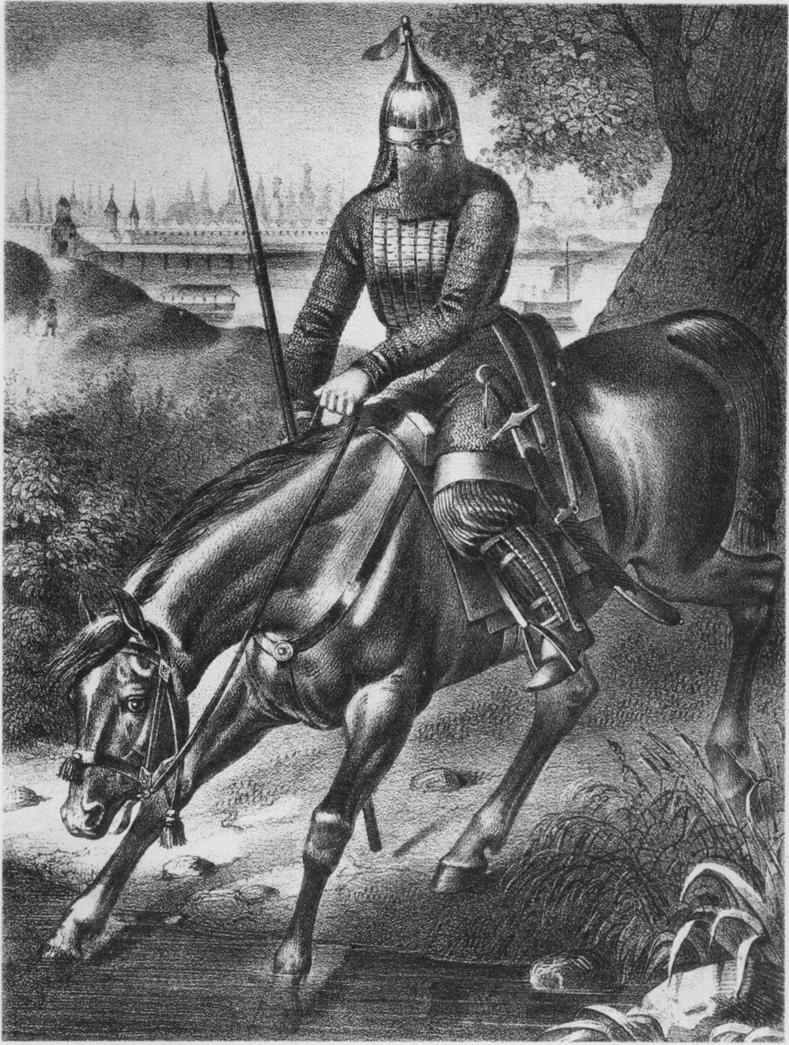
Soldado de caballería ruso

### Preludio
Antes de la campaña se reunió un gran ejército. Para prepararla, se contrataron unos 7 300 mercenarios de caballería y 6 500 de infantería en el Reino de Polonia, mientras que el Gran Ducado de Lituania contrató 1445 y 2530, respectivamente.Los mercenarios se reunieron en unidades según su etnia (húngaros, alemanes y polacos).Los mercenarios húngaros se quedaron después de la campaña y formaron las unidades hajduk. Con las levas de los aristócratas se reunió una fuerza de 41 914 soldados (22 975 de Lituania y 18 739 de Polonia). La mayoría de esta fuerza, el 71 %, era caballería y los mercenarios constituían alrededor del 41 % del ejército.En el ejército había regimientos pioneros de reclutas campesinas, además de streltsy rusos y bandas de cosacos ucranianos. El ejército de Bathory estaba formado por soldados polacos, lituanos, húngaros, valacos, bohemios y alemanes, además de la brigada Szekler al mando de Mózes Székely.

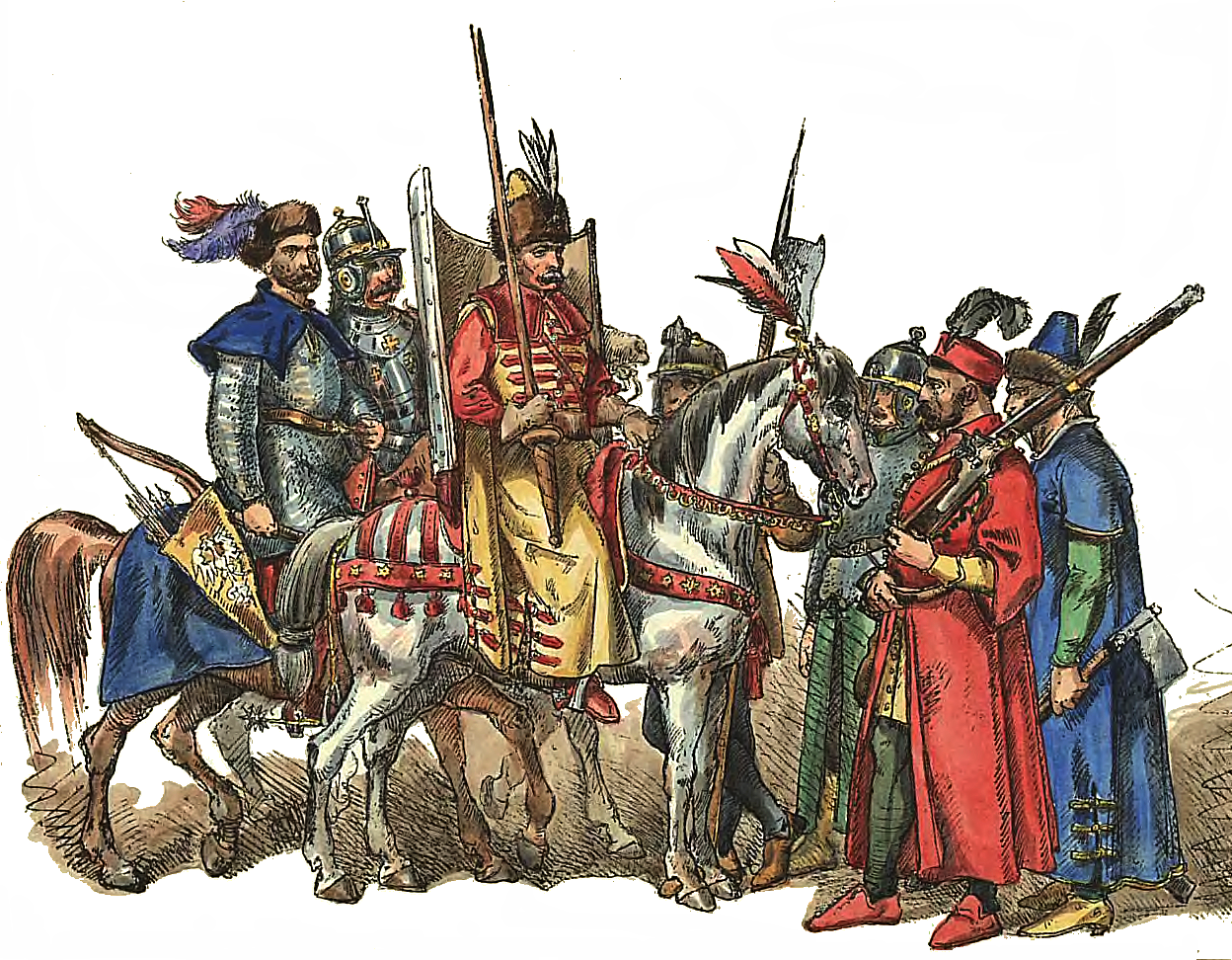
Militares polaco-lituanos

### Campaña
Bathory era el comandante en jefe  del ejército principal (con más de 40.000 hombres), pero nombró a otros comandantes para dirigir diferentes partes del mismo:
- La nobleza lituana estaba dirigida por Mikalojus Radvila Rudasis,
- Los mercenarios contratados por Lituania estaban al mando de Kristupas Radvila Perkūnas,
- Los mercenarios alemanes estaban bajo el mando de Krzysztof Rozdrażewski,
- Los mercenarios húngaros estaban dirigidos por Gaspar Békés,
- La Guardia Real de la Casa Real estaba dirigida por Janusz Zbaraski,
- El resto quedó bajo el mando de Mikolaj Mielecki.[4]

Los soldados lituanos se negaban a seguir las órdenes de los mandos polacos y establecieron sus propios campamentos militares al margen de estos, adoptando decisiones militares de forma autónoma y llevando a cabo muchas otras acciones, a veces en detrimento del esfuerzo bélico. En otras palabras, el ejército no tenía un sistema de mando centralizado.
Durante los combates conocidos como la Segunda Campaña de Bathory, el ejército avanzó sobre Polotsk. El asedio comenzó el 11 de agosto y la ciudad se rindió el día 29 del mismo mes. El ejército polaco-lituano también capturó los ocho castillos ocupados por los rusos en la región de Polotsk - Rasony (Sokol, Nescherda, Susha, Krasnae, Turovlia, Sitna, Kaz'jany, Usviaty). Al año siguiente, las fuerzas lituano-polacas reanudaron su ofensiva con la Tercera Campaña de Bathory, sitiando Velikiye Luki el 29 de agosto y tomándola el 5 de septiembre. El 20 de septiembre tuvo lugar una batalla de caballería cerca de Toropets, que también fue victoria para la Mancomunidad. También capturaron Velizh y Nevel.

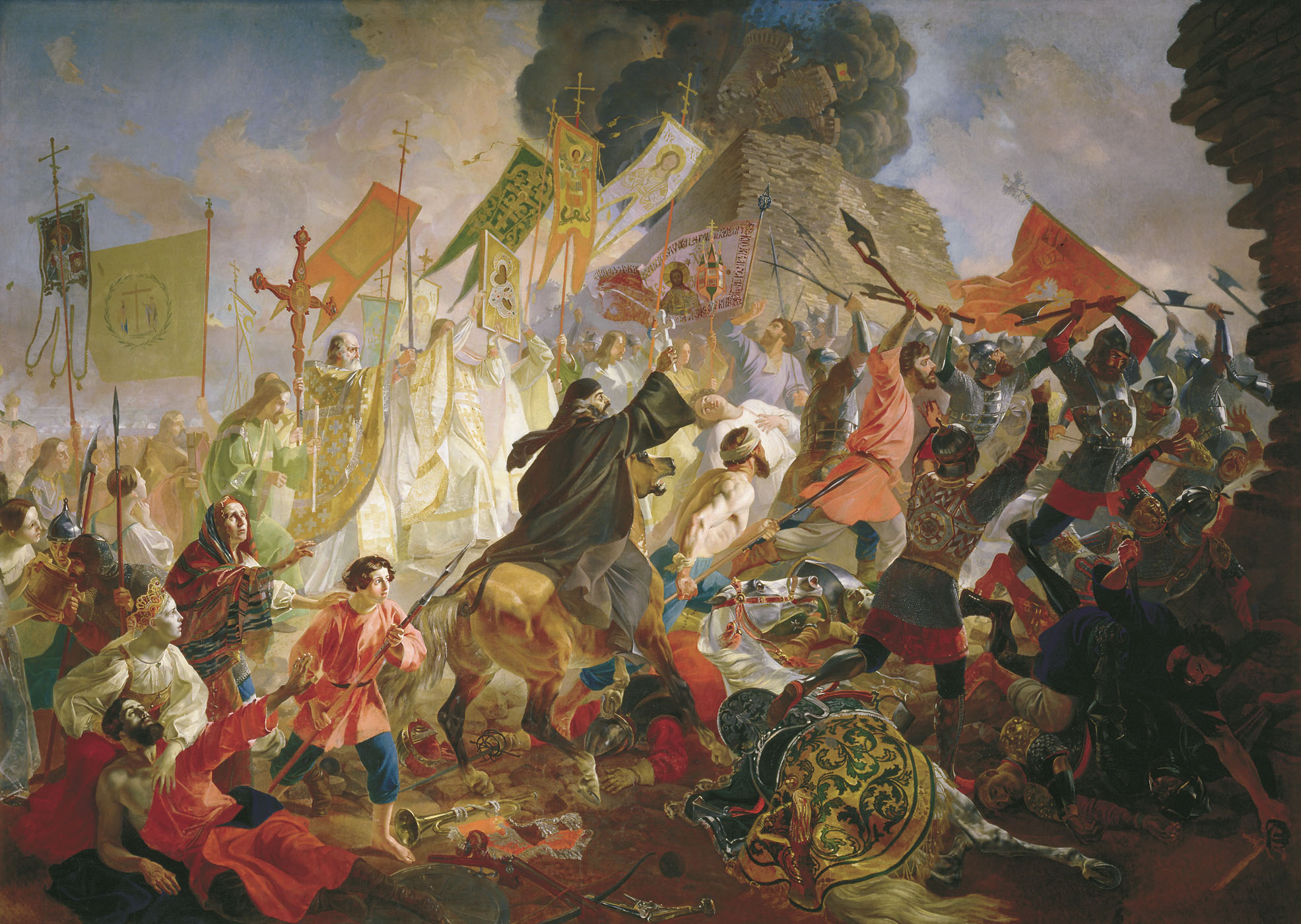
Asedio de Pskov, el último (e inacabado) cuadro de Karl Briullov; el asedio desde la perspectiva rusa...

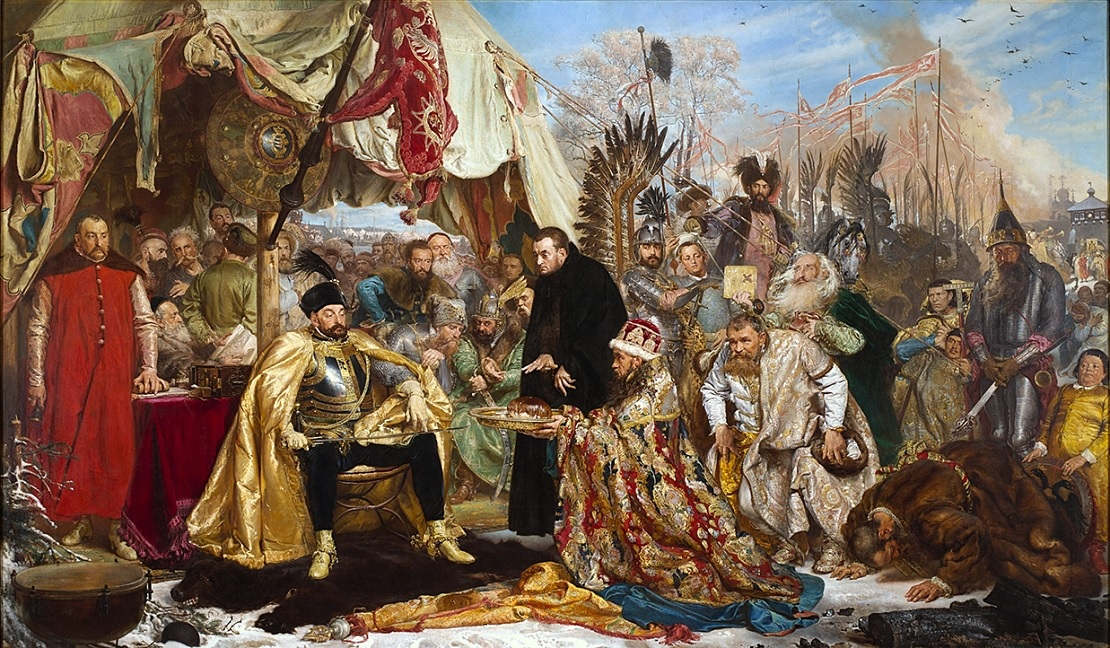
... y el asedio desde la perspectiva polaca, "Bathory en Pskov" de Jan Matejko.

## 1581–1582
La última fase de la guerra se centró en el asedio de Pskov por parte de las fuerzas polacas. Báthory no consiguió tomar la ciudad, pero los rusos, ante la creciente amenaza sueca (que había conquistado Narva en la batalla de Narva de 1581), decidieron firmar un tratado de tregua favorable a Polonia. 

## Tregua de Jam Zapolski
La tregua, firmada en 1582 por diez años, fue favorable a Polonia, que recuperó el ducado de Livonia y se quedó con Vélizh y Pólotsk. Rusia recuperó Velíkiye Luki. En particular, fracasó en su intento de recuperar el acceso al mar Báltico. 
La siguiente etapa de las guerras polaco-rusas comenzó a principios del siglo XVII, cuando los polacos invadieron Rusia en 1605.